# Fábio Ostermann
Fábio Maia Ostermann (Porto Alegre, 30 de agosto de 1984) é um professor, cientista político, ativista liberal brasileiro filiado ao Partido Novo (NOVO). É um dos fundadores do Movimento Brasil Livre, do qual se desligou no final de 2015, e uma das principais lideranças do LIVRES.

## Formação
Formado em Direito pela Universidade Federal do Rio Grande do Sul (UFRGS), onde também estudou Economia e fundou o Núcleo de Extensão em Direito, Economia e Políticas Públicas (NEDEP). Graduado em Liderança para a Competitividade Global pela Georgetown University (EUA) e em Políticas Públicas pela Leadership Academy for Development (Stanford/Johns Hopkins University). Mestre em Ciências Sociais, área de concentração Ciência Política, pela Pontifícia Universidade Católica do Rio Grande do Sul (PUCRS), já proferiu palestras sobre temas relacionados a política e economia em 8 países e 16 estados brasileiros.
Foi Fellow na Atlas Economic Research Foundation (Washington, DC), Diretor Executivo do Instituto Liberdade, Diretor de Formação e Conselheiro Fiscal do Instituto de Estudos Empresariais (IEE), co-fundador da rede Estudantes Pela Liberdade, tendo sido o primeiro presidente de seu Conselho Consultivo. Também foi Diretor Executivo do Instituto Ordem Livre.

## Movimento Brasil Livre (MBL)
Em 2013 foi um dos fundadores do Movimento Brasil Livre, grupo criado com o objetivo de defender a liberdade econômica e individual na sociedade brasileira. Posteriormente, Ostermann mudou-se para São Paulo, aonde atuou como professor da Faculdade Campos Salles e, ao lado de outros coordenadores do MBL, assumiu protagonismo nas manifestações pró-impeachment de 2015. No final de 2015, todavia, Ostermann abdicou de suas funções no movimento devido a discordâncias com os rumos tomados pelo grupo assim como as alianças políticas entre o MBL e alguns parlamentares.

## PSL/LIVRES
No início de 2016, Fábio Ostermann se tornou uma das principais lideranças do LIVRES, movimento de viés liberal/libertário, na época uma corrente interna do Partido Social Liberal (PSL) e que tinha por finalidade renovar a legenda e resgatar os valores liberais presentes na fundação da sigla. Desempenhou a função de Presidente Estadual do partido no Rio Grande do Sul, onde concorreu à Prefeitura de Porto Alegre no mesmo ano.
Em janeiro de 2018, Ostermann rompeu com o PSL devido à filiação de Jair Bolsonaro ao partido. Alegando incompatibilidade de visões políticas com Bolsonaro e seus seguidores, Ostermann, junto a outros líderes do movimento, também coordenou a saída do LIVRES da legenda. Atualmente, o LIVRES segue como um movimento civil e suprapartidário com Ostermann como um de seus principais representantes.

## Partido NOVO
Após a saída do Partido Social Liberal, Ostermann se filiou ao NOVO, partido do qual foi um dos precursores em sua organização no Rio Grande do Sul. No mesmo período, foi um dos bolsistas selecionados do RenovaBR, grupo responsável por selecionar e financiar candidaturas políticas para as eleições de 2018.

## Carreira política
Em 2018, Fábio Ostermann se candidatou à Assembleia Legislativa do Rio Grande do Sul pelo Partido Novo e foi eleito deputado estadual para o Poder Legislativo gaúcho. Ele obteve 48.897 votos.
Em 2022, ele se candidatou à Câmara dos Deputados pelo Partido Novo e, após obter 25.894 votos, quase a metade dos votos da eleição anterior, Ostermann não obteve êxito em alcançar o cargo de deputado federal, ficando na suplência de Marcel van Hattem, político tradicional que acabou reeleito.

## Desempenho eleitoral
| Ano  | Eleição                       | Cargo             | Partido | Votos  | %    | Resultado | Ref.  |
| ---- | ----------------------------- | ----------------- | ------- | ------ | ---- | --------- | ----- |
| 2018 | Estadual do Rio Grande do Sul | Deputado estadual | NOVO    | 48.897 | n.a. | Eleito    | [ 8 ] |
| 2022 | Estadual do Rio Grande do Sul | Deputado federal  | NOVO    | 25.894 | n.a. | Suplente  | [ 9 ] |